# Juan Gómez-Jurado
Juan Gómez-Jurado (Madrid, 16 de desembre de 1977) és un escriptor i periodista espanyol, autor de novel·les publicades en més de quaranta països i traduïdes a quaranta idiomes.

## Biografia
És llicenciat en Ciències de la informació per la Universitat San Pablo CEU. Ha treballat com a periodista en diversos mitjans: Radio España, Canal +, Cadena COPE, 40 Principales, ABC, La Voz de Galicia o El Mundo i ha col·laborat a les revistes Qué Leer, Jot Down i The New York Times Book Review. Des de setembre de 2012 fa una secció al programa de Júlia Otero Julia en la Onda titulada "Personas físicas" juntament amb Raquel Martos.
És un dels components del podcast Todopoderosos des dels inicis al 2014. També va fundar juntament amb Arturo González-Campos el cinefòrum Cinemascopazo, de periodicitat setmanal .
La seva primera novel·la, Espía de Dios (2006), va ser un títol supervendes internacional, amb més d'un milió i mig de lectors de quaranta-dos països.
La novel·la següent, Contrato con Dios (2007), anomenada The Moses Expedition en la versió en anglès, va ser també un best-seller i s'ha publicat que se'n podria fer una adaptació al cinema a Hollywood.
La tercera novel·la, El emblema del traidor (2008), va guanyar el VII premi internacional de novel·la Ciudad de Torrevieja.
Juntament amb Carlos Ruiz Zafón, Javier Sierra i María Dueñas, tots ells representats per Antonia Kerrigan, Gómez-Jurado és un dels escriptors espanyols contemporanis més llegits i traduïts.
Ha viscut a Madrid, Nova York i Santiago de Compostel·la.
Va ser un dels impulsors de la iniciativa "1 libro 1 euro" a favor de Save the Children després de publicar l'article "La piratería no existe" a Hypertextual al començament del 2011.

### Ficció

#### Saga Anthony Fowler
- Espía de Dios (Roca Editorial, 2006)
- Contrato con Dios (Ediciones El Andén, 2007)

#### Novel·les individuals
- El emblema del traidor (Plaza & Janés, 2008), premi Ciudad de Torrevieja
- La leyenda del ladrón (Planeta, 2012)

#### Univers Reina Roja
- El paciente (Planeta, 2014)
- Cicatriz (Ediciones B, 2015)
- La historia secreta del señor White (Planeta, 2015)
- Trilogia Reina Roja:
  - Reina roja (Ediciones B, 2018)
  - Loba negra (Ediciones B, 2019)
  - Rey blanco (Ediciones B, 2020)
- Trilogia Tot Crema:
  - Tot crema (Rosa dels Vents, 2022), traduït per Josep Alemany Castells
  - Tot torna (Rosa dels Vents, 2023), traduït per Josep Alemany Castells
  - Tot mor (Rosa dels Vents, 2024), traduït per Josep Alemany Castells

### Literatura infantil i juvenil
- El séptimo príncipe (Ediciones B, 2016)

#### Sèrie Alex Colt
- Cadete espacial (Destino, 2016)
- La batalla de Ganímedes (Destino, 2017)
- El secreto del Zark (Destino, 2018)
- La materia oscura (Destino, 2019)
- El emperador de Antares (Destino, 2020)
- El gran Zark (Destino, 2022)
- La batalla final (Destino, 2024)

#### Sèrie Rexcatadores, amb Bárbara Montes
- El misterio de Punta Escondida (B de Books, 2017)
- Las minas de la Perdición (B de Blok, 2018)
- El palacio submarino (B de Blok, 2019)
- El bosque oscuro (B de Blok, 2019)

#### Sèrie Amanda Black, amb Bárbara Montes
1. Una herència perillosa (B de Blok, 2021), traduït per Enric Batalla Argelich
2. L'amulet perdut (B de Blok, 2021), traduït per Enric Fontvila Batalla
3. L'últim minut (B de Blok, 2022), traduït per Enric Fontvila Batalla
4. La Campana de Jade (B de Blok, 2022), traduït per Enric Fontvila Batalla
5. El toc sepulcral (B de Blok, 2022), traduït per Enric Fontvila Batalla
6. La maledicció del Nil (B de Blok, 2022), traduït per Enric Fontvila Batalla
7. El bastó del corb (B de Blok, 2023), traduït per Enric Fontvila Batalla
8. El regne perdut (B de Blok, 2023), traduït per Enric Fontvila Batalla
9. El camí del ninja (B de Blok, 2023), traduït per Enric Fontvila Batalla
10. La pel·lícula maleïda (B de Blok, 2024), traduït per Enric Fontvila Batalla
11. El temple oblidat (B de Blok, 2024), traduït per Enric Fontvila Batalla
12. El tapís del temps (B de Blok, 2025), traduït per Enric Fontvila Batalla

#### Sèrie Hereus, amb Bárbara Montes
1. El llegat dels herois (B de Blok, 2024), traduït per Enric Fontvila Batalla
2. La Pedra del Destí (B de Blok, 2024), traduït per Enric Fontvila Batalla
3. El mirall amagat (B de Blok, 2025), traduït per Enric Fontvila Batalla

### No ficció
- Batman mola más que tú (Timunmas, 2017), coautor amb Arturo González-Campos
- La Fuerza para cuñaos (Timunmas, 2016), coautor amb Arturo González-Campos
- La Masacre de Virginia Tech: Anatomía de una mente torturada (Ediciones El Andén, 2007)
- Amanda Black Escape Book: El castell del vescomte (B de Blok, 2024), traduït per Enric Fontvila Batalla
- Amanda Black Escape Book: El secret de la Mansió Black (B de Blok, 2022), traduït per Enric Fontvila Batalla
- Amanda Black: 51 enigmes per resoldre (B de Blok, 2023), traduït per Enric Fontvila Batalla

## Premis
- Premi atorgat per Bibliotecas de la Comunidad de Madrid, 1996, pel relat "Lágrimas"
- Premi de literatura juvenil Los Nuevos de Alfaguara, 1997, per "¿Por qué, sr. Valverde?"
- Premi dels Llibreters Noruecs, 2006, per Espía de Dios
- Millor Debut, International Thrillers Writers Association, 2007, per God's Spy
- Llibre de l'Any 2007, triat pels lectors de la revista finesa Paikkä, per Contrato con Dios
- Nominat al premi Silverio Cañada 2007 per Espía de Dios
- VII premi de novel·la Ciudad de Torrevieja, 2008

## Filmografia
El 12 de gener de 2022 es va anunciar una adaptació en format sèrie del llibre Reina Roja; produïda per a Amazon Prime Video, la sèrie, anomenada també Reina Roja, és protagonitzada per Vicky Luengo i Hovik Keuchkerian.